# Дніпровські лоцмани

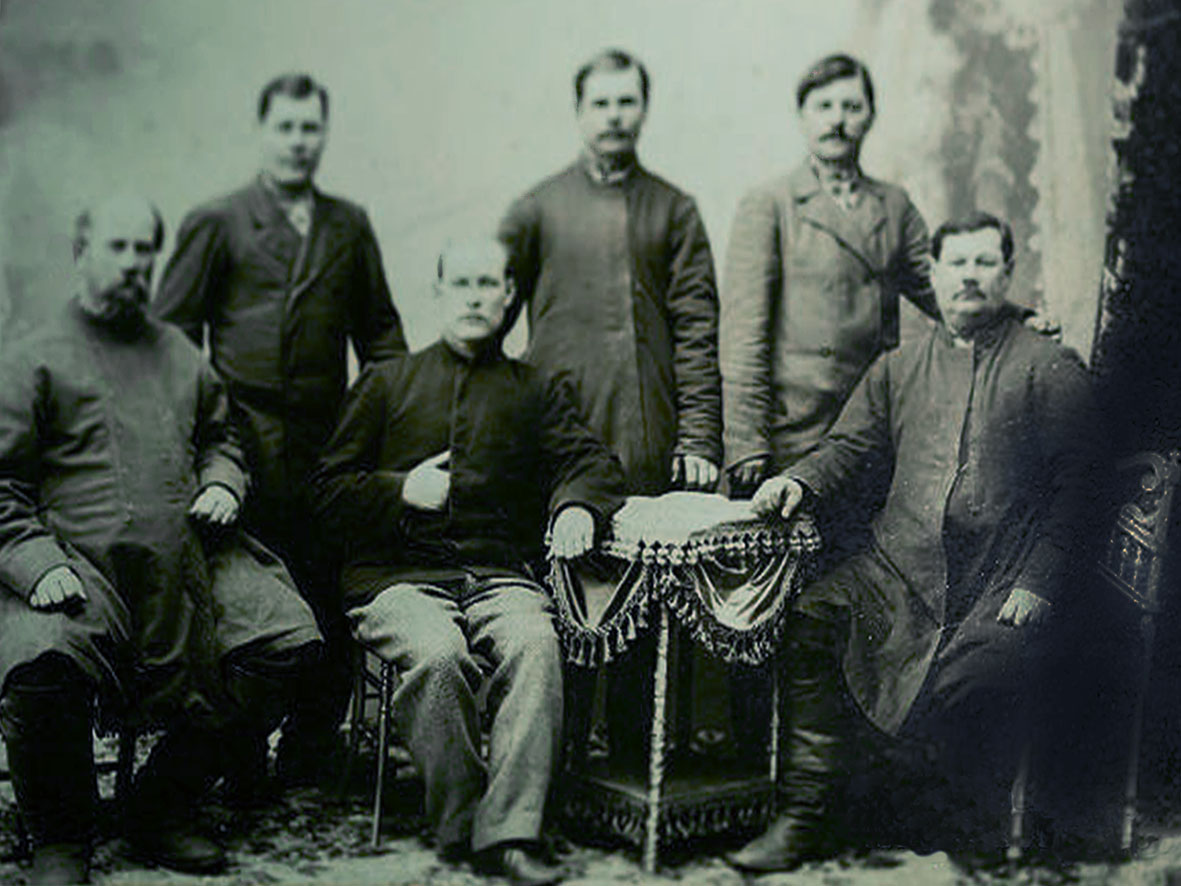
Дніпровські старші лоцмани

Дніпро́вські ло́цмани — провідники суден через Дніпрові пороги у 1700-х-1932 роках.

## Історичний огляд

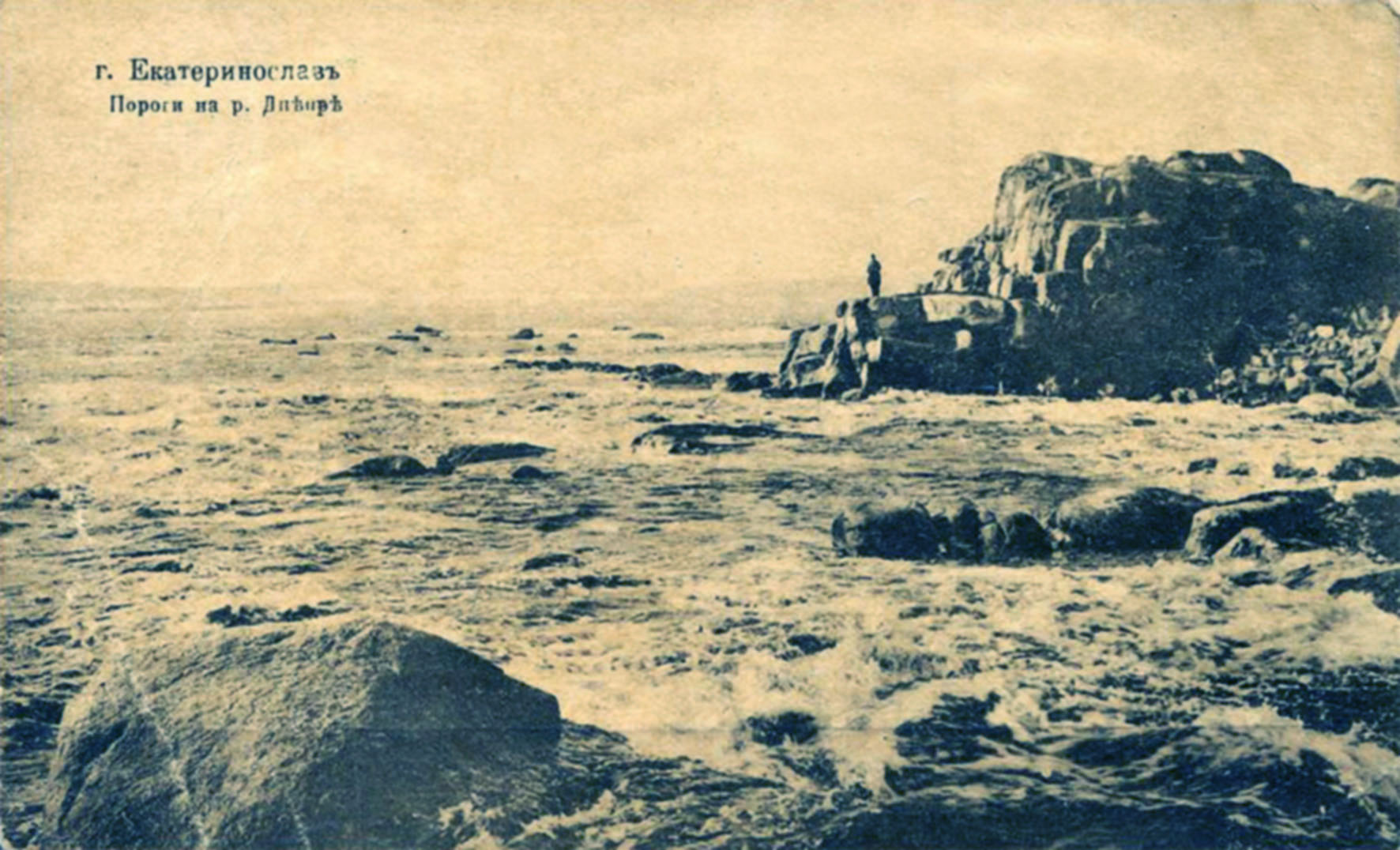
Пороги на Дніпрі

Витоки лоцманства на Дніпрі пов'язують з існуванням Ненаситицької берегової охорони запорожців. Боплан в «Описі України» стверджує, що переправою через пороги займались козаки. 1656 року центром лоцманства став Кодак.
У 1750-х роках за наказом Кошу до Кам'янки перевели частину запорожців, які мали забезпечувати проведення суден через Дніпрові пороги. Сімейний люд став селитися в слободі з 1770 р. Значення лоцманства особливо зросло з кінця XVIII ст., коли розвиток нових міст потребував доставки величезної кількості вантажів по Дніпру: потрібні були люди, які б проводили ці вантажі через пороги.
Після зруйнування Січі запорожці оселились у Кодаку та Половиці. Займались лоцманством за вільним наймом.
У зв'язку з будівництвом Херсона виникла потреба у перевезенні вантажів через пороги. 1778 року Азовська губернська канцелярія для цієї справи розпочала набір усіх охочих. 1785 року перші 42 чоловіка лоцманів зголосилися проводити казенні судна та плоти за встановлене жалування. 1787 р. лоцмани успішно провели порогами флотилію Катерини Другої, яка подорожувала до Криму. 1789 року за ініціативою Михайла Фалєєва розпочалось формування лоцманської організації, яку офіційно було затверджено указом князя Григорія Потьомкіна. До її складу увійшов 121 чоловік..
У XIX ст. всіх селян Кам'янки та Старих Кодаків від 20 до 60 років переведено у лоцманський стан та поділено на три «статті» залежно від кваліфікації. За лоцманів першої статті вважалися ті, що спеціалізуються на сплаві суден («судові»); друга стаття переправляла плоти («плотові»). Тільки ці дві статті були повноправними членами громади. Третя стаття («ученики») була прикріплена до певних лоцманів перших двох категорій як помічники. Пізніше зۥявилися ще дві категорії: «партійонні» та «дяді». Перші, як особливо досвідчені, прикріплялися власниками транспорту, що сплавлявся, до цілої партії суден. Других прикріпляли до молодих лоцманів, яким власники ще не довіряли.

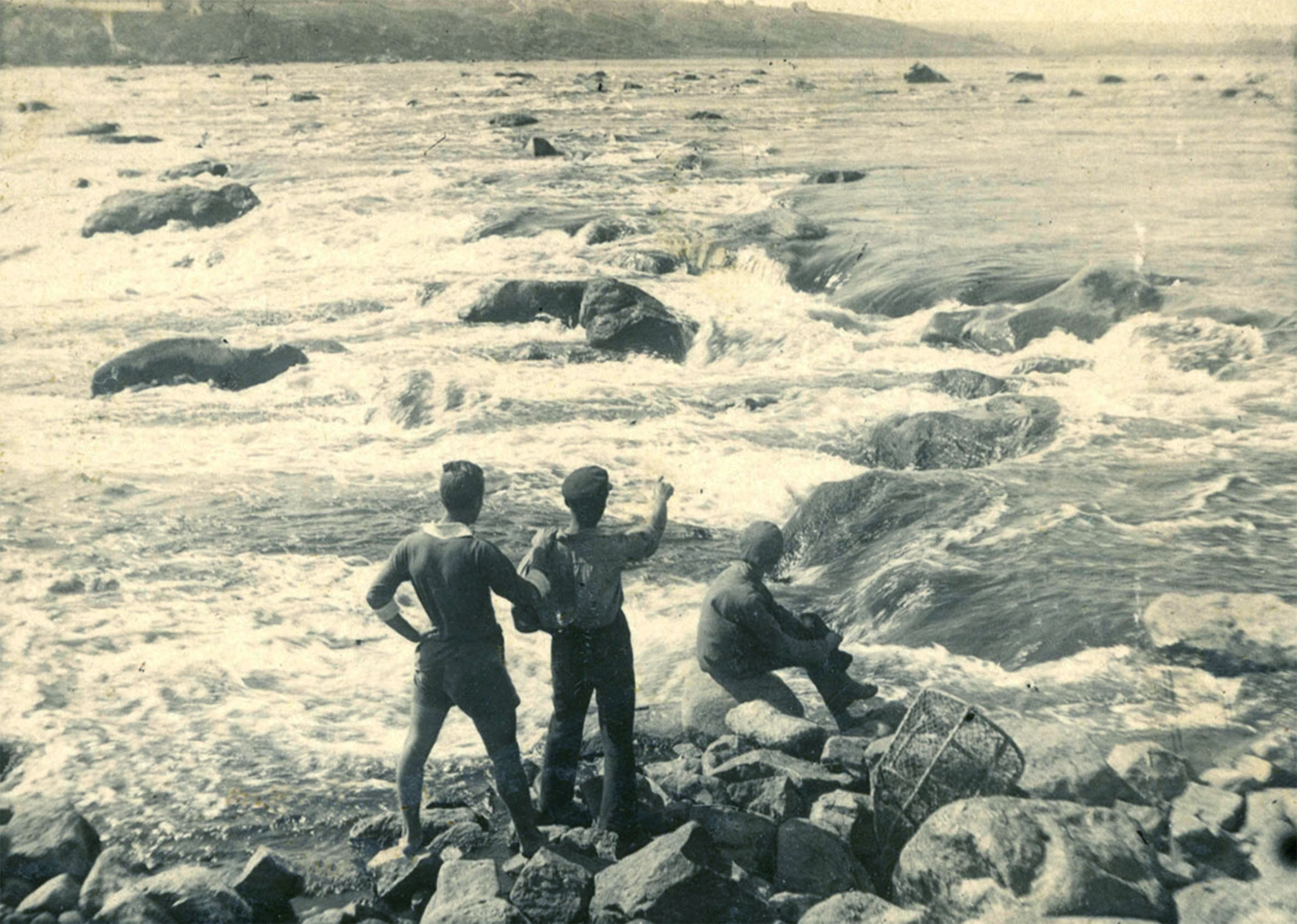
Дніпровські провідники

У 1775-1846 роках лоцманські поселення несли державну повинність виконувати лоцманські та гідротехнічні роботи.
1809 року організація річкових лоцманів була передана Головному управлінню водяних і сухопутних сполучень.
1811 року вони стали обирати собі отамана, скарбника і писаря.
У 1811–1846 роках лоцмани переведені на державну службу, вступаючи на яку вони складали присягу.
У 1846–1879 роках дніпровські лоцмани користувались обмеженими правами самоврядування.
У 1879–1917 роках лоцманська організація існувала як професійна корпорація з підпорядкуванням міністерству шляхів сполучення.
У 1919–1926 роках лоцмани працювали у професійно-виробничих об'єднаннях та артілях.
Після введення в експлуатацію Дніпрогес у 1932 року і завершення шлюзування на Дніпрі лоцманство припинило існування. У часи Дніпробуду лоцмани займалися перевезенням будматеріалів та обслуговували численних туристів, які бажали востаннє побачити пороги.
18 серпня 1941 року чекісти підривають Дніпрельстан, і Дніпрові пороги знов оголилися. У 1944-50 тривало відновлення Дніпрельстану. Тож у повоєнний час впродовж кількох років лоцманство відродилося, поки знов пороги не опинилися під водою. 

## Устрій лоцманської організації

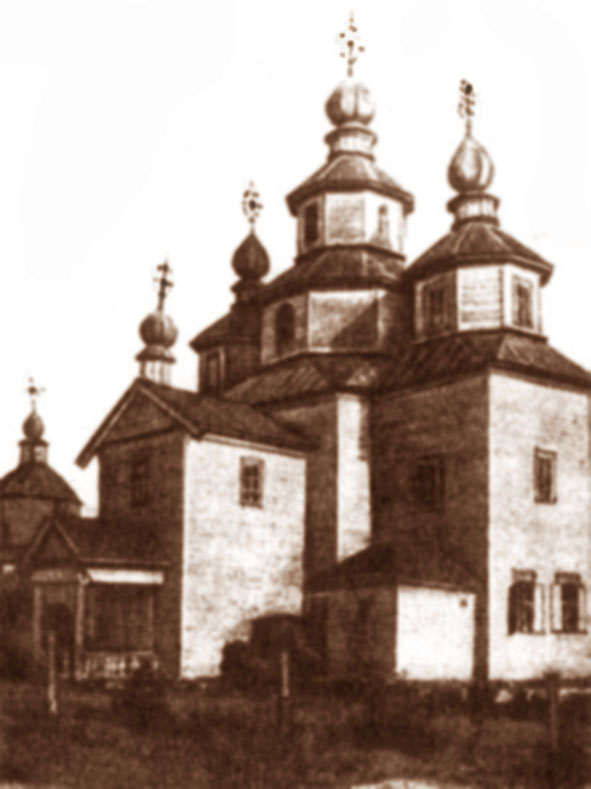
Михайлівська церква у лоцманському поселенні Старі Кодаки

Лоцмани тривалий час залишались залежним прошарком. Хоча вони були звільнені від рекрутських наборів (військової служби) й повинностей, тривалий час їх становище мало чим відрізнялося від кріпацького. Вони не могли залишати своїх сіл та за першою вимогою начальства мали кидати все (навіть під час жнив) й братися до своєї небезпечної роботи. Лоцманство урядом розглядалось як державна служба, на яку приймали після складання іспитів і присяги. Їхня діяльність регламентувалась Статутом купецького водоходства.
Лоцманська організація підпорядковувалась міністерству шляхів. На початку ХІХ ст. лоцмани отримали право на обмежене самоврядування, зберігши таким чином деякі риси козацького устрою: виборність старшини (отаман, скарбничий, писар) та самоврядування. Отаман, скарбник і писар, яких обирали на три роки, очолювали лоцманську контору (адміністрацію).
У 1850-х — 1879 роках до штату контори також входило близько 30 осіб, яких обирали або наймали для виконання біжучих справ: гамазейщики, отамани  Лоцманської Кам'янки,  Старих Кодаків, Широкого, Сурських Хуторів, їхні помічники і десятники, сторожі лоцманської церкви, візники, коваль та інші.
Найвищою владою був сход, який збирався мінімум двічі на рік перед навігацією (весною) і після її закінчення (восени). Існували чергові, надзвичайні, невідкладні сходи, а так само на вимогу міністерства шляхів сполучення. Усі важливі питання вирішувалися шляхом відкритого голосування.
З 1855 року з кожних 10 хат лоцмани обирали уповноваженого, який вирішував поточні справи.
У віданні Лоцманської контори Дніпровських порогів перебувало 4 поселення:
- Лоцманська Кам'янка,
- Старі Кодаки,
- Широке,
- Сурські Хутори

і 5 сільських громад Катеринославського повіту Катеринославської губернії.
Адміністративним центром громади стало село Лоцманська Кам'янка. 1879 року була утворена Лоцмансько-Кам'янська волость Катеринославського повіту.

## Лоцманські звичаї

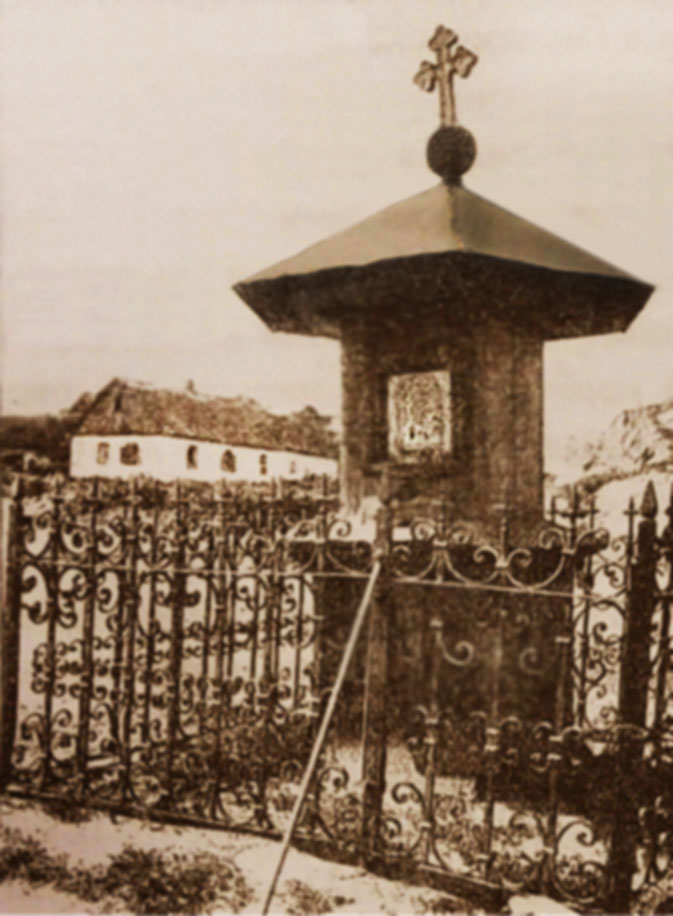
Миколаївська капличка у Лоцманській Кам'янці, поч. ХХ ст.

Лоцманська картосхема «Шляхи (новий і старий) дніпровими порогами», 1929

Перед відчалюванням лоцмани іноді наймали молебень, щоб Бог благословив їх в дорогу. Але часто обмежувалось короткою молитвою на плоті. Усі ставали обличчям до схід сонця і або читали «Отче наш», або молились лоцманському патронові Миколаю-чудотворцю.
Поширеним був обряд «приливання дороги». Напередодні лоцмани на гроші хазяїна купували могорич, розстеляли на плоту рядно, розставляли на ньому горілку і закуску. Випивали вони, проголошуючи: «Пошли, Боже, нам щасливої путі!»
Під час вимушеного перепочинку у негоду лоцмани практикували «тушіння вітру», який «перетворювався на найбільшого ворога лоцманові».
Для цієї мети вони купували у найближчій слободі горілку, порося чи барана або ловили сома, а потім «тушили вітер» за спільною трапезою.

## Навчання лоцманів
Небезпечну професію здобували хлопці переважно з лоцманських родин. Із 16 років вони плавали «в прибавочних» (помічниками), а через рік-два після перевірки отаман давав дозвіл на лоцманування.
1879 року запровадили інститут наставництва. У помічниках потрібно було проходити 5-10 років. Тоді ж кандидати мали скласти іспит, який приймала комісія з представників місцевого річкового управління, лоцманської старшини та досвідчених лоцманів із кожного лоцманського села.
Вони мали досконало знати водні шляхи — Старий, Козацький або Запорізький і Новий «канавні» ходи Дніпра. За спогадами лоцманів, найбільше іспитова комісія задавали питання про назви «каміння і як, куди який камінь у руку». Якщо іспитник помилявся бодай на один камінь, його відправляли ще на один рік навчання. Іноді учні, які провалювали іспит по п'ять разів, завершували навчання у 28-30 років.

## Лоцманський шлях через пороги
Шлях лоцманів обмежувався ділянкою в 66 км від Катеринослава до Кічкаса. Найдетальнішу картосхему лоцманського шляху від сучасного Дніпропетровська до Запоріжжя залишив Олексій Запорожець-Девлад (1885—1959), спадковий лоцман із села Лоцманська Кам'янка, письменник, діяч українського громадського емігрантського руху середини XX ст. На його схемі позначено 332 об'єкти: 9 порогів, 51 забора, 137 каменів, 4 скелі, 53 острови, 4 допливи Дніпра, 33 населених пункти, 13 млинів («каменів, що усе перемелюють»), 10 гребель та каналів, 3 коси, 4 привальних місця, 2 ходових вири, 9 одиничних об'єктів інших типів.

## Музей лоцманів
У Дніпропетровську у невеличкій кімнаті в будинку культури діє музей історії лоцманів та лоцманського ремесла. Заснував його останній лоцман Дніпрових порогів Григорій Омельченко, який свого часу товаришував з істориком Дмитром Яворницьким.. 2012 року активісти вимагали перейменувати на його честь вулицю, названу іменем одного з організаторів Голодомору, але ініціативу не втілили у життя.. Лише на підставі пакету законів про декомунізацію 2015 року у Дніпрі з'явилася вулиця імені Григорія Омельченка.
Восени 2023 Музей лоцманів перемістився з околиці міста (самої Лоц-Кам'янки) у центр міста. 6 жовтня 2023 у Музеї історії Дніпра за підтримки Українського культурного фонду відбулося урочисте відкриття виставки "Інтерактивний музейний простір "Лоцмани дніпрових порогів". 